# Rober Bodegas
Rober Bodegas   (Carballo, 23 de juny de 1982) és un humorista gallec, membre del duo Pantomima Full. Va adquirir popularitat amb la seva participació al programa de La 1 El rey de la comedia i va ser guionista i col·laborador del magazín de La Sexta Sé lo que hicisteis... fins al març del 2011.

## Trajectòria
Va estudiar arquitectura a la Universitat de La Corunya i, després del primer cicle, va continuar la seva formació com a interiorista. Al començament de la dècada del 2000 va realitzar diferents actuacions de monòlegs humorístics. També va realitzar diversos cursos amb Leo Bassi o Jango Edwards. El 2005 va muntar el seu primer espectacle, titulat Un día horrible, i va ser el coautor de Gazapos, una obra representada per Manicómicos.
La seva timidesa davant de les càmeres no va ser un obstacle per a presentar-se als càstings d'El rey de la comedia, essent seleccionat juntament amb 19 finalistes de més d'un total de 2.000 aspirants. El seu accent gallec i les seves bromes sobre iogurts o menjadors universitaris van guanyar-se el públic, que el va triar com a vencedor de la primera edició del concurs. Va ser gràcies a aquest èxit mediàtic que Estrella Galicia el va triar com a imatge publicitària, protagonitzant diversos anuncis.
Arran de la seva victòria a El rey de la comedia, el 2007 va estrenar el seu segon espectacle, Vamos a dejarnos de hostias, i el 2008 el tercer, El día en el que empecé a odiar los yogures y otras desgracias. A més, el 2008 va ser fitxat per La Sexta per al seu programa estrella, Sé lo que hicisteis..., com a guionista i, en principi, durant els mesos d'estiu, col·laborador en substitució de Dani Mateo. Al març de 2011, Rober Bodegas finalment va deixar el programa.
Va protagonitzar el curtmetratge GrasMan de David Galán Galindo, una paròdia de Batman portada al món porcí. Va actuar a la pel·lícula Cuerpo de élite (2016), produïda per Atresmedia. Ha col·laborat a l'emissora Radio Voz i ha actuat amb còmics com Carlos Blanco, Quequé o Flipy. També ha intervingut al programa Luar de Televisión de Galicia.
A més de la seva feina de dilluns a divendres a Sé lo que hicisteis..., mantenia una gira d'actuacions en solitari i participà a la comèdia teatral Contamos contigo al costat de Quico Cadaval, Cándido Pazó i Paula Carballeira, a més de col·laborar a La Voz de Galicia.
Va treballar amb Ángel Martín i Alberto Casado al lloc Solocomedia.com. Des de març de 2018 va col·laborar amb Alberto Casado, com a Pantomima Full, al programa La resistencia, del canal de televisió #0 i al seu canal de YouTube Pantomima Full.
L'agost del 2018 va haver de retirar del seu canal un monòleg sobre el col·lectiu gitano, pel qual va rebre crítiques i fins i tot amenaces. Molts còmics es van posicionar a favor de la llibertat d'expressió en la comèdia. El 2010 va publicar a l'editorial compostel·lana Auga Editora una selecció de textos basats en els seus monòlegs, articles de premsa així com entrades del seu blog. El llibre, titulat Novedades, souvenirs, artículos de coña està prologat pel seu company de feina Ángel Martín i amb il·lustracions de Sergio Kozlov.